# ويليام دوين مورغان
ويليام دوين مورغان (بالإنجليزية: William Duane Morgan)‏ هو مُحرِّر وصحفي وسياسي أمريكي، ولد في 1817 بمقاطعة واشنطن في الولايات المتحدة، وتوفي في 1887 بنيوارك في الولايات المتحدة. حزبياً، نشط في الحزب الديمقراطي.